# Duinen Zathe

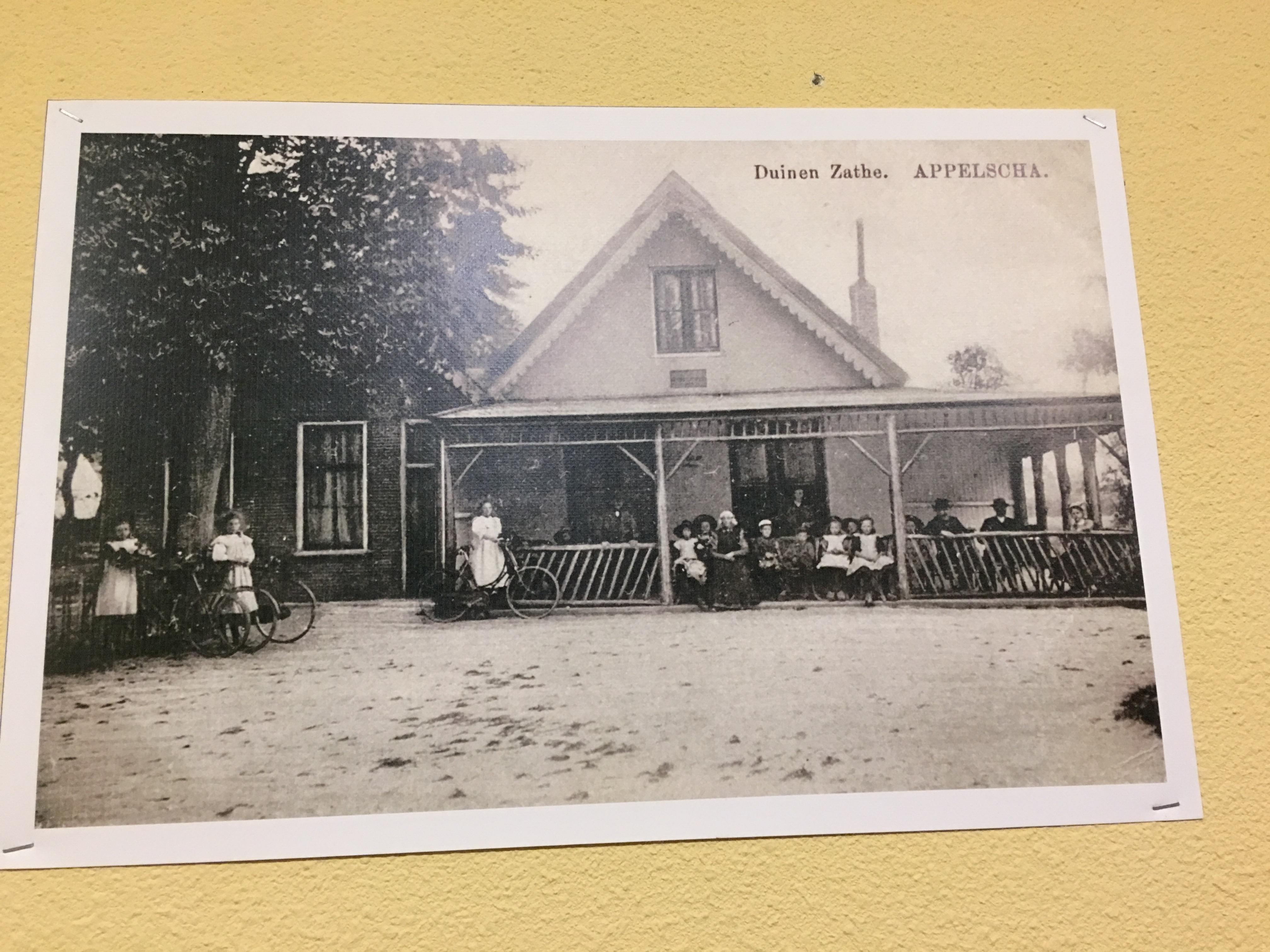
Foto voormalig Duinen Zathe

Verkeers- & Attractiepark Duinen Zathe is een familie attractiepark in de plaats Appelscha op Noorder Es 1 in de Nederlandse provincie Friesland. Het park heeft meerdere attracties en speeltoestellen die voornamelijk gericht zijn op kinderen t/m 12 jaar. Het bedrijf werkt volgens het all-in principe. Dit betekent dat eten en drinken bij de entreeprijs is inbegrepen.                                
De Mascotte van het park is Spur de Rups. Spur loopt regelmatig door het park heen.                               
In 2022 is Verkeers- & Attractiepark Duinen Zathe door de ANWB uitgekozen als Leukste uitje van Friesland.

## Geschiedenis
Het attractiepark is rond 1958 begonnen als koffie- en theeschenkerij aan de Boerestreek. Hier plaatste de eigenaar zelf houten speeltoestellen. Geleidelijk aan kwamen er steeds meer grote moderne attracties bij; autoscooters, oldtimers, een carrousel en een achtbaan. Later kwamen hier ook nog het spookhuis en het theater bij. In 2002 werd het attractiepark verplaatst naar een locatie ten noorden van de Wester Es (Noorder Es) om zo nog meer uit te kunnen breiden. 
Op 25 mei 2016 werd bekendgemaakt dat het Verkeerspark Assen eind 2016 zou verhuizen naar Duinen Zathe. Het trapcircuit met verkeerstoren kreeg een prominente plek in het park. De naam van het park werd toen ook veranderd in Verkeers- & Attractiepark Duinen Zathe.
In 2023 werden enkele attracties verworven van het gesloten recreatiepark Het Arsenaal in Vlissingen, zoals De Zuipschuiten en Dansende Kannibalen.

## Attracties
De attracties van Duinen Zathe kunnen worden onderverdeeld onder zes categorieën; vliegen, achtbaan en schrikken, glijden, rijden en varen, rustig aan en springen, klimmen en klauteren.  
Vliegen

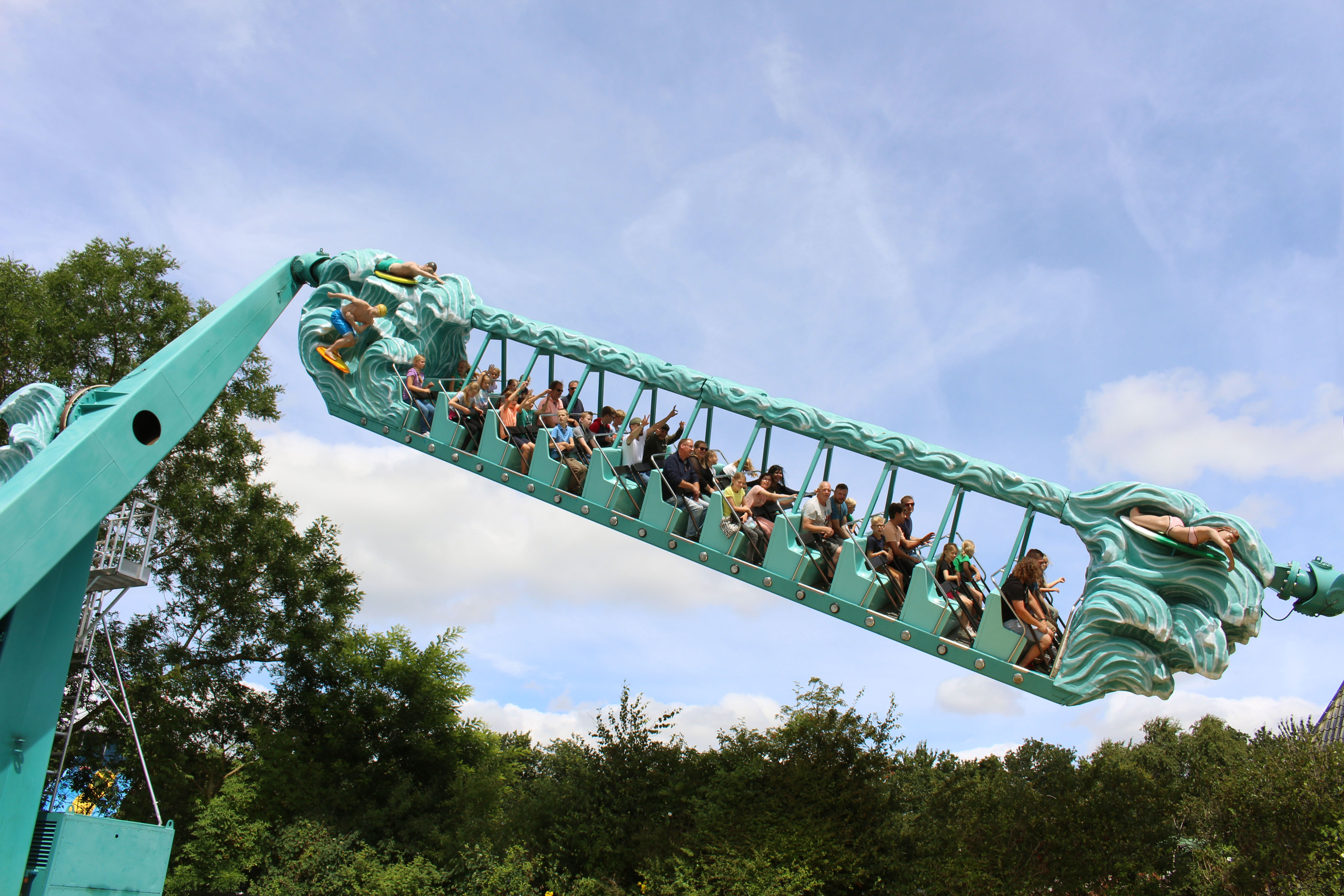
Attractie de Super Nova

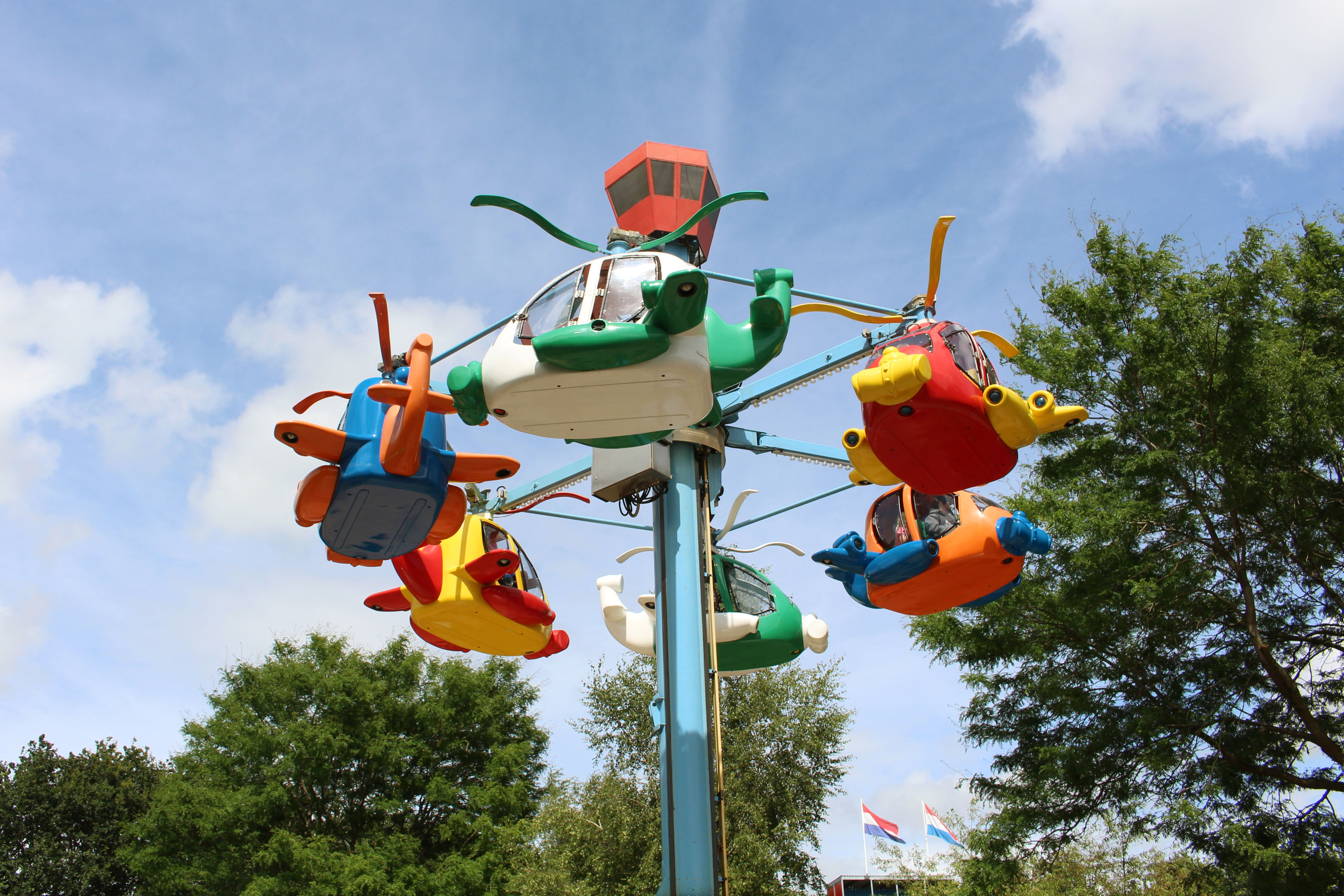
Attractie de Flying Heli's

- Bij de grotere, automatische attracties hoort onder meer de Super Nova. Hij is op het hoogste punt 12.50 meter en biedt plaats aan 44 personen per keer.

- De Flying Heli's is een attractie die 12 meter in de lucht rond draait die plaats biedt voor 24 personen per rondje.

- Mini-Jet is een ronddraaiende attractie voor kinderen van 3 t/m 12 jaar. Gebruikers kunnen hierbij zelf bepalen of ze omhoog of omlaag gaan.

- De Flying Swing (attractie type lifting paratrooper) is op het hoogste punt 12 meter hoog. De attractie heeft 14 zweefgondels die elk twee zitplekken bevat.

Achtbaan en schrikken
- London City Coaster is een achtbaan die op het hoogste punt 14 meter hoog is. De achtbaan is er sinds 2017.
- De achtbaan Spur & the Big Apple is een achtbaan voor jong en oud. Het hoogste punt is 5 meter, de attractie biedt plaats voor 24 personen.
- Het Spookhuis is een attractie waarbij bezoekers in karretjes voor twee personen een griezelige route door het spookhuis volgen.

Glijden

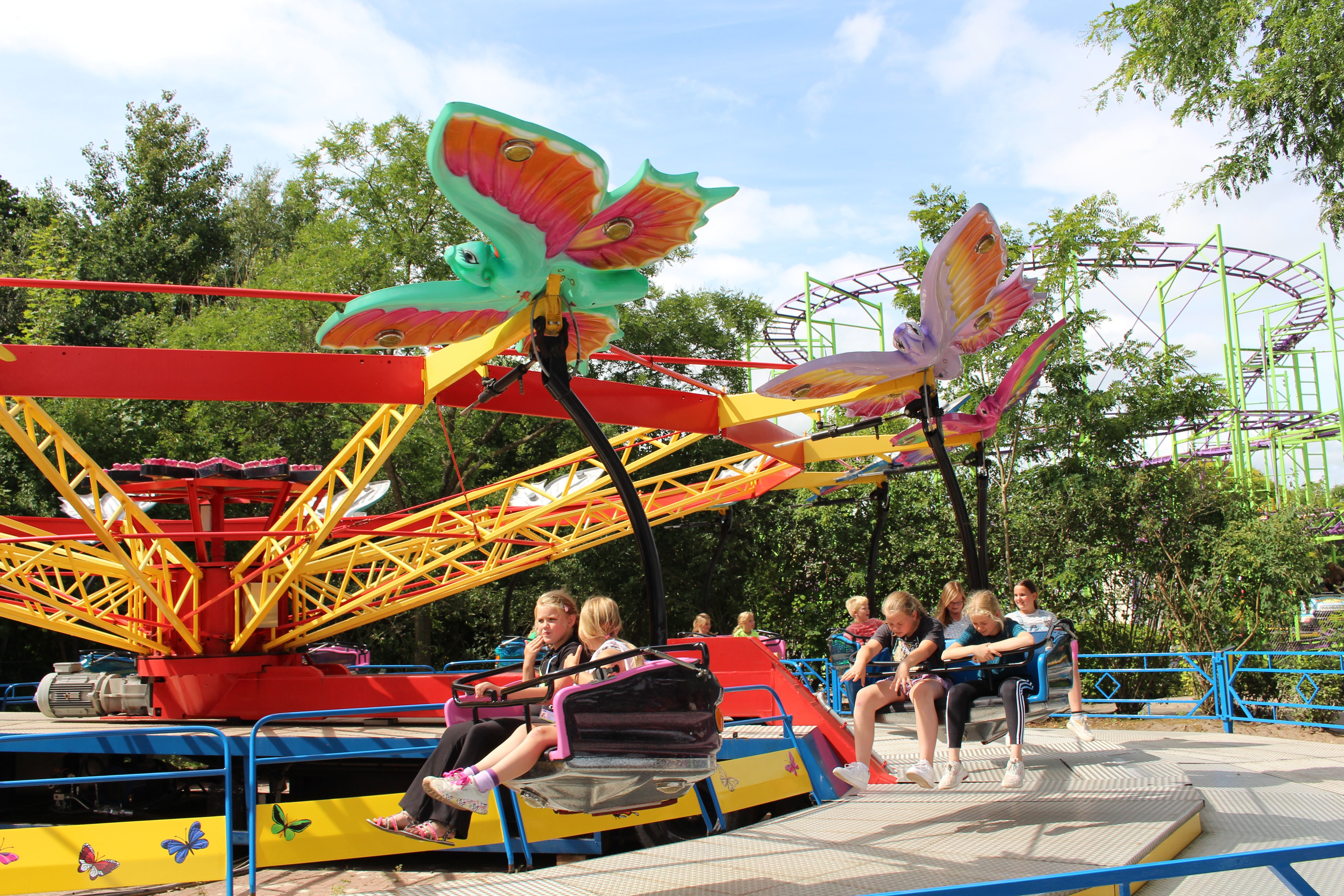
Attractie de Flying Swing

- De Reuzenglijbaan is een 12 meter hoog, bezoekers kunnen op een matje op een van de zes banen naar beneden glijden.
- De Waterglijbaan (een Hara Kiri Raft Slide heeft drie glijbanen, twee open glijbanen en een tunnelglijbaan, en is daarnaast 11 meter hoog. Bezoekers kunnen per bootje van de glijbaan naar beneden. Kinderen moeten minimaal 10 jaar of ouder zijn om er alleen vanaf te mogen. Andere kinderen gaan onder begeleiding van een volwassene.

Rijden en varen;

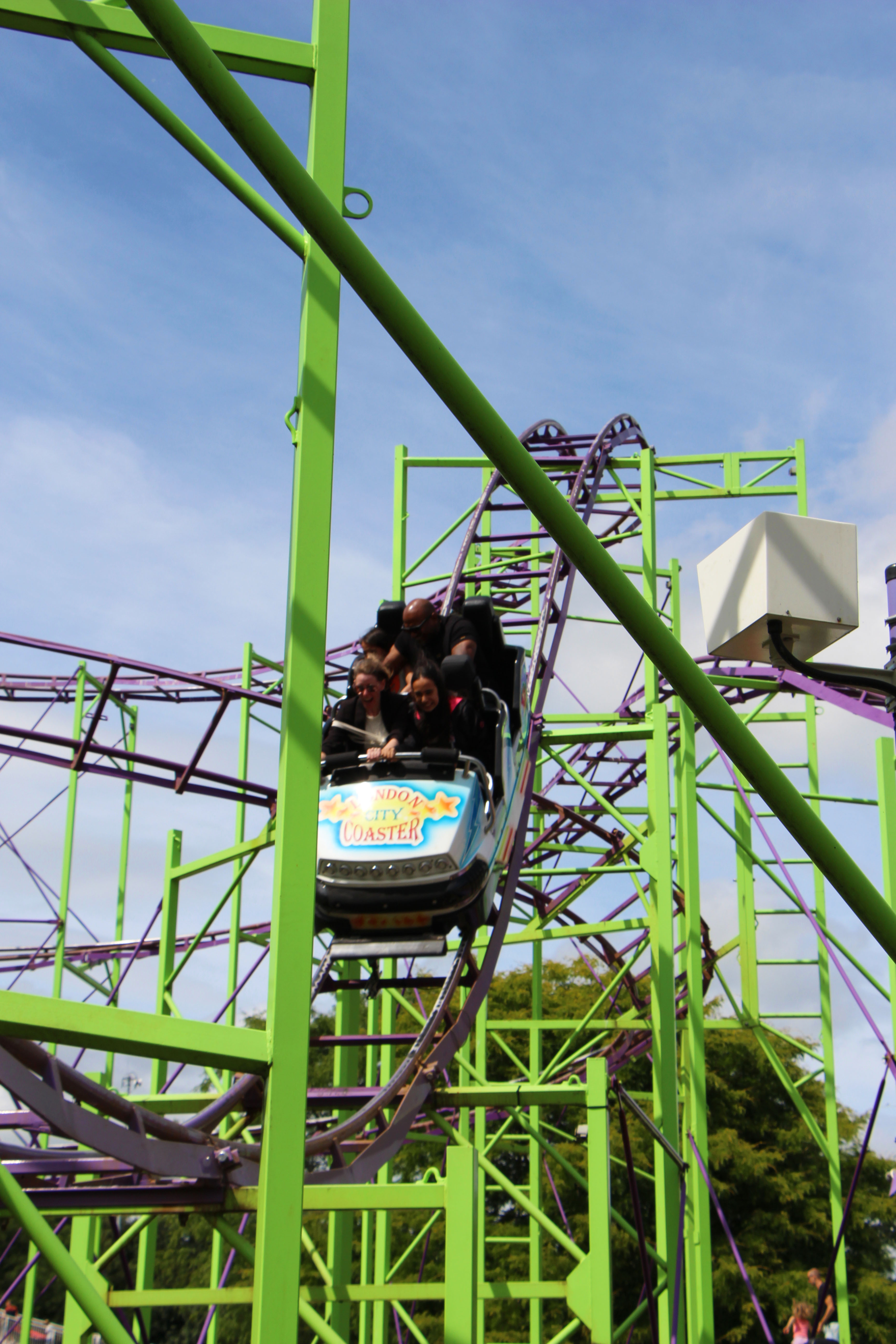
Attractie de London City Coaster

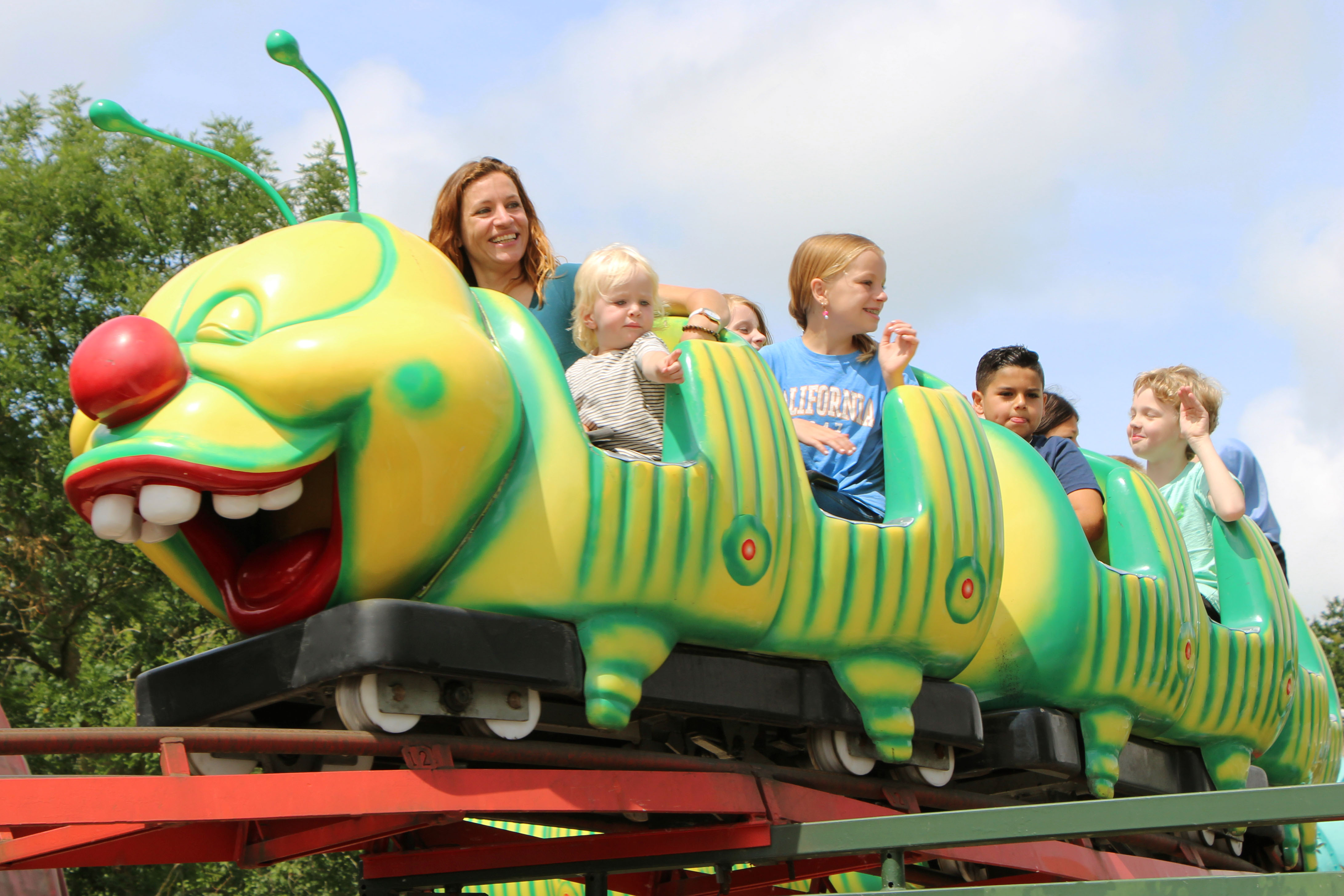
Attractie Spur & the Big Apple

- Het Verkeerscircuit (overgenomen van Verkeerspark Assen) heeft dertig autootjes van verschillend formaat. Er kan een Duinen Zathe rijbewijs of nummerplaat aangeschaft worden bij de rijbewijshop naast het circuit.
- De Botsboten  is een waterattractie waarbij bezoekers rond kunnen varen en tegen elkaar aan kunnen botsen. Er zijn tien bootjes in totaal waar elk twee personen in kunnen. Voor deze attractie hebben kinderen een zwemdiploma nodig, of ze moeten onder begeleiding.
- De Botsauto's is een attractie waar kinderen groter dan 1 meter (met begeleiding) of 1.20 meter (zelfstandig) mogen rondrijden en tegen elkaar aan mogen botsen. Er zijn 16 botsauto's waar elk twee personen in kunnen.

Rustig aan;
- De Draaimolen biedt plaats voor 35 kinderen per keer. Een rondje duurt ongeveer 3 minuten. De draaimolen is voor kinderen t/m 12 jaar.

Springen, klimmen en klauteren;

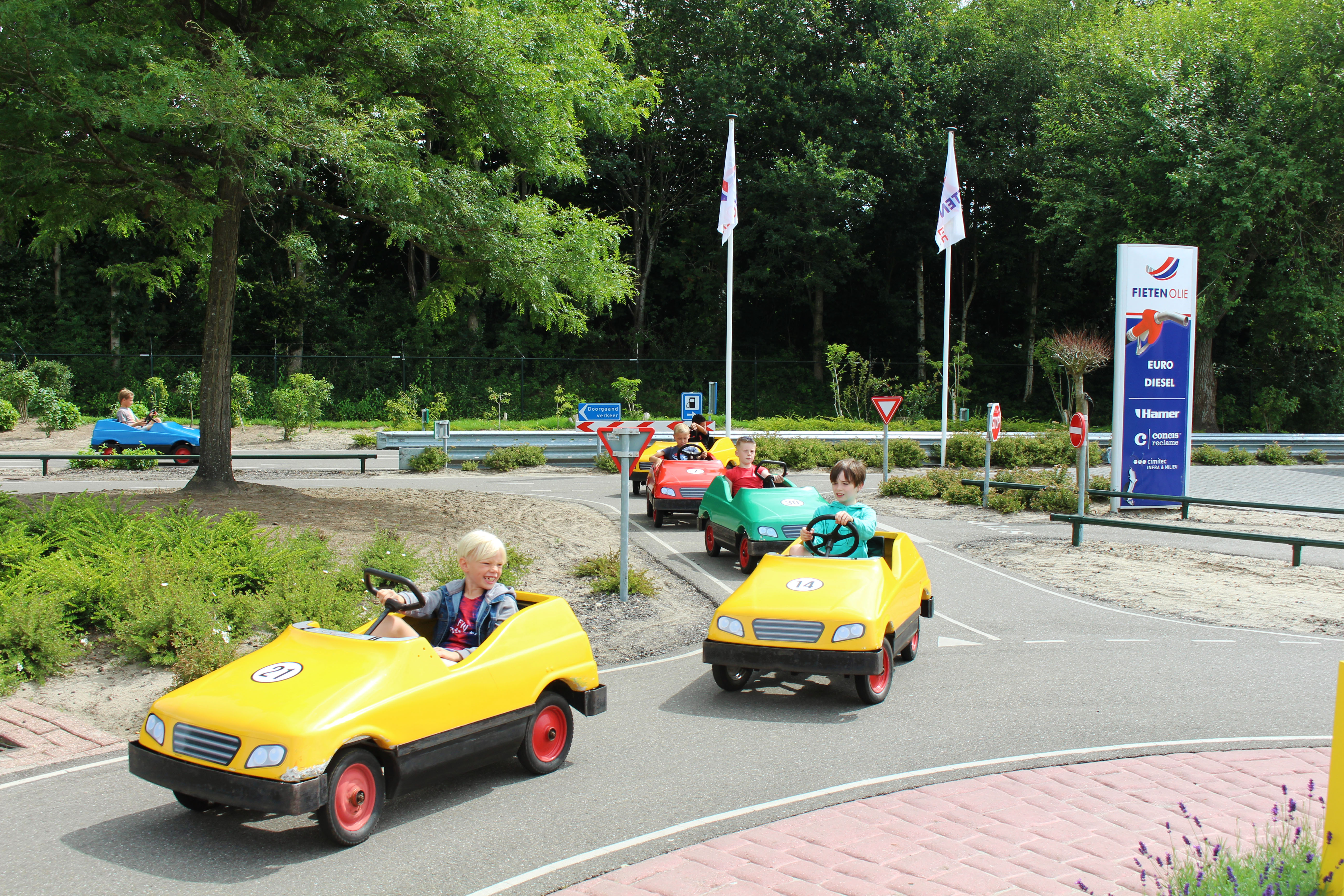
Het Verkeerspark in Duinen Zathe

- Kinderland is een overdekte indoor speelhal voor kinderen t/m 6 jaar. Het bevat meerdere kleine attracties die op een rustig tempo bewegen zodat het leuk is voor de allerkleinsten.
- Het Vulkaaneiland is een 4 meter hoge vulkaanvormige klimtoestel met een glijbaan. Kinderen moeten de vulkaan omhoog klimmen om zo bij de glijbaan te kunnen komen.
- Het Piratenschip is een groot stilliggend schip in het meertje van Duinen Zathe. Bezoekers kunnen het schip in om daar bewegende piraten animatronics te vinden die te activeren zijn middels een knop.
- Het Klim- en speelkasteel is een groot speeltoestel met meerdere glijbanen. Het hoogste punt is 3 meter.

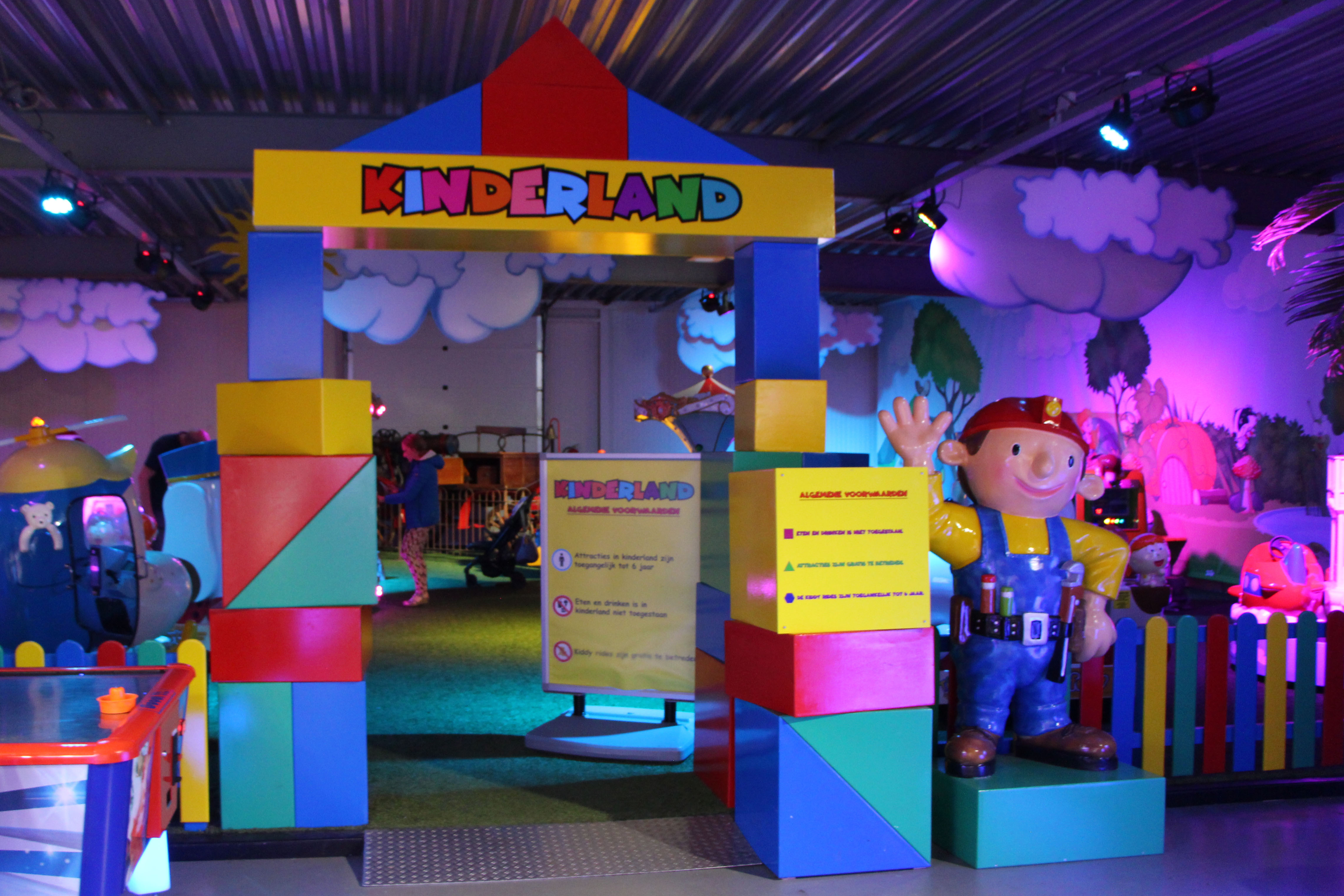
Kinderland

- KinderlandHet klimparadijs de Apenkooi is een overdekt klimtoestel met twee verdiepingen van ongeveer 1 meter. Kinderen kunnen al klimmend, kruipend en glijdend het toestel ontdekken. Er kunnen ongeveer vijftig kinderen tegelijkertijd spelen. De Apenkooi is geschikt voor kinderen t/m 10 jaar.

## Shops
Bij de entree van Verkeers- & Attractiepark Duinen Zathe is er een Souvenirshop te vinden, waar onder andere merchandise van Duinen Zathe te koop is. 
Het restaurant van Duinen Zathe biedt drinken, friet, snacks, soep en broodjes aan. Dit zit bij de prijs inbegrepen en er hoeft dus niet apart voor betaald te worden. Naast het restaurant bevindt zich een Candyshop. Hier kunnen gasten verschillende soorten snoep en Slushpuppies kopen. Tegenover de Candyshop staan verschillende soorten speelautomaten waaronder Airhockey tafels, grijpmachines en Coin Pushers. 
Naast het Verkeerscircuit staat een rijbewijsshop. Hier kunnen gasten een Duinen Zathe rijbewijs aanschaffen of een persoonlijke kentekenplaat laten maken. Verder staat er in het park ook een Speelcontainer. Hier kunnen gasten tegen betaling spellen spelen om prijzen te winnen. 